# Saint-Étienne-d'Orthe
Pour les articles homonymes, voir Saint-Étienne (homonymie).
Saint-Étienne-d'Orthe est une commune française située dans le département des Landes en région Nouvelle-Aquitaine.
Le gentilé est Stéphanois.

## Géographie

### Localisation
Commune située dans le Pays d'Orthe.
| - OpenStreetMap Limite communale. |

### Communes limitrophes
Les communes limitrophes sont Orist, Pey, Port-de-Lanne, Saint-Jean-de-Marsacq, Saint-Lon-les-Mines, Saint-Martin-de-Hinx et Sainte-Marie-de-Gosse.
| Pey                   | Orist                 | Saint-Lon-les-Mines (par un quadripoint) |
| Saint-Jean-de-Marsacq | Saint-Étienne-d'Orthe |                                          |
| Saint-Martin-de-Hinx  | Sainte-Marie-de-Gosse | Port-de-Lanne                            |

### Climat
Pour des articles plus généraux, voir Climat de la Nouvelle-Aquitaine et Climat des Landes.
Historiquement, la commune est exposée à un micro climat océanique basque.  
En 2020, Météo-France publie une typologie des climats de la France métropolitaine dans laquelle la commune est exposée à un climat océanique et est dans la région climatique  Pyrénées atlantiques, caractérisée par une pluviométrie élevée (>1 200 mm/an) en toutes saisons, des hiver très doux (7,5 °C en plaine) et des vents faibles.
Pour la période 1971-2000, la température annuelle moyenne est de 13,5 °C, avec une amplitude thermique annuelle de 13,5 °C. Le cumul annuel moyen de précipitations est de 1 319 mm, avec 12,6 jours de précipitations en janvier et 8 jours en juillet. Pour la période 1991-2020, la température moyenne annuelle observée sur la station météorologique la plus proche, située sur la commune de Saint-Martin-de-Hinx à 8 km à vol d'oiseau, est de 14,2 °C et le cumul annuel moyen de précipitations est de 1 410,1 mm,. Pour l'avenir, les paramètres climatiques de la commune estimés pour 2050 selon différents scénarios d’émission de gaz à effet de serre sont consultables sur un site dédié publié par Météo-France en novembre 2022.

## Urbanisme

### Typologie
Au 1er janvier 2024, Saint-Étienne-d'Orthe est catégorisée commune rurale à habitat dispersé, selon la nouvelle grille communale de densité à sept niveaux définie par l'Insee en 2022.
Elle appartient à l'unité urbaine de Peyrehorade, une agglomération intra-départementale regroupant six  communes, dont elle est une commune de la banlieue,,. Par ailleurs la commune fait partie de l'aire d'attraction de Bayonne (partie française), dont elle est une commune de la couronne,. Cette aire, qui regroupe 56 communes, est catégorisée dans les aires de 200 000 à moins de 700 000 habitants,.

### Occupation des sols

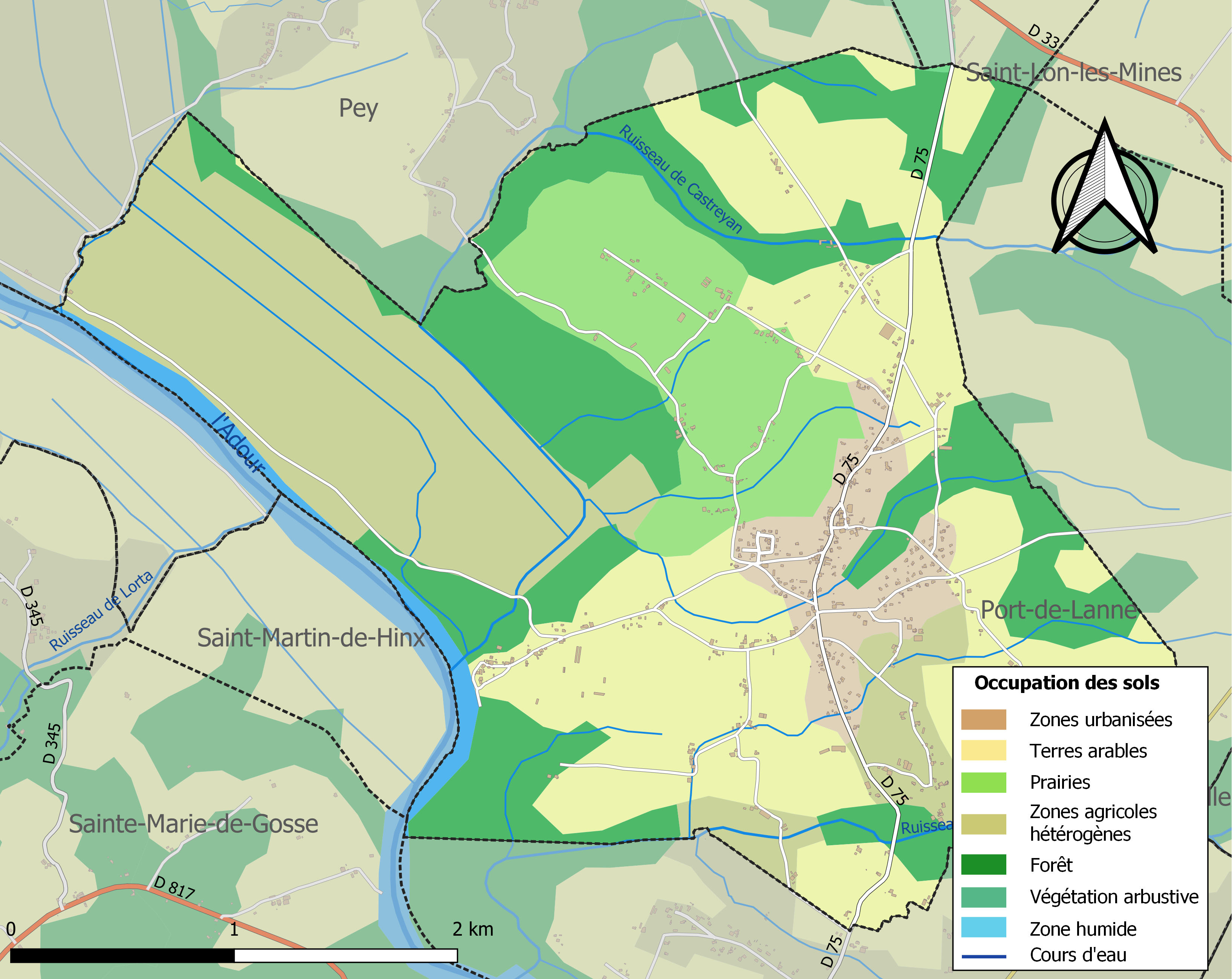
Carte des infrastructures et de l'occupation des sols de la commune en 2018 (CLC).

L'occupation des sols de la commune, telle qu'elle ressort de la base de données européenne d’occupation biophysique des sols Corine Land Cover (CLC), est marquée par l'importance des territoires agricoles (67,4 % en 2018), en diminution par rapport à 1990 (71,3 %). La répartition détaillée en 2018 est la suivante : terres arables (32,1 %), forêts (24,2 %), zones agricoles hétérogènes (23,6 %), prairies (11,7 %), zones urbanisées (5,8 %), eaux continentales (2,6 %). L'évolution de l’occupation des sols de la commune et de ses infrastructures peut être observée sur les différentes représentations cartographiques du territoire : la carte de Cassini (XVIIIe siècle), la carte d'état-major (1820-1866) et les cartes ou photos aériennes de l'IGN pour la période actuelle (1950 à aujourd'hui).

### Risques majeurs
Le territoire de la commune de Saint-Étienne-d'Orthe est vulnérable à différents aléas naturels : météorologiques (tempête, orage, neige, grand froid, canicule ou sécheresse), inondations, mouvements de terrains et séisme (sismicité modérée). Un site publié par le BRGM permet d'évaluer simplement et rapidement les risques d'un bien localisé soit par son adresse soit par le numéro de sa parcelle.
Certaines parties du territoire communal sont susceptibles d’être affectées par le risque d’inondation par débordement de cours d'eau, notamment l'Adour. La commune a été reconnue en état de catastrophe naturelle au titre des dommages causés par les inondations et coulées de boue survenues en 1988, 1999, 2009, 2014 et 2018,.
Les mouvements de terrains susceptibles de se produire sur la commune sont des tassements différentiels.

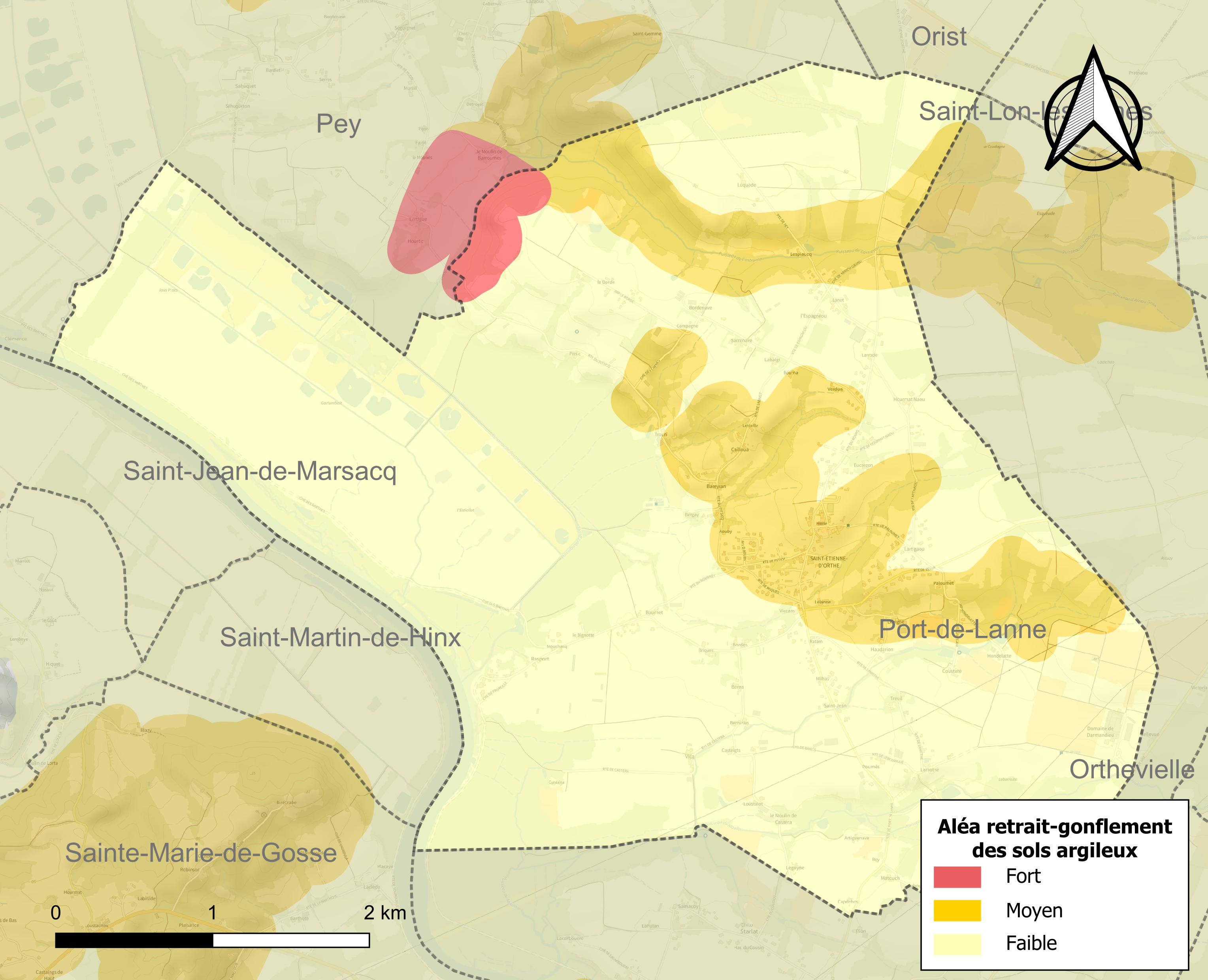
Carte des zones d'aléa retrait-gonflement des sols argileux de Saint-Étienne-d'Orthe.

Le retrait-gonflement des sols argileux est susceptible d'engendrer des dommages importants aux bâtiments en cas d’alternance de périodes de sécheresse et de pluie. 20,8 % de la superficie communale est en aléa moyen ou fort (19,2 % au niveau départemental et 48,5 % au niveau national). Sur les 319 bâtiments dénombrés sur la commune en 2019,  129 sont en aléa moyen ou fort, soit 40 %, à comparer aux 17 % au niveau départemental et 54 % au niveau national. Une cartographie de l'exposition du territoire national au retrait gonflement des sols argileux est disponible sur le site du BRGM,.
Concernant les mouvements de terrains, la commune a été reconnue en état de catastrophe naturelle au titre des dommages causés par des mouvements de terrain en 1999.

## Toponymie
Son nom occitan gascon est Sent Estiene.

## Histoire
L’on situe la création de ce village entre le IXe et le XIe siècle. Le territoire est recouvert à l’ouest de marécages dus à l’Adour vagabond et le restant est couvert de bois. L’agriculture prend de l’importance sur la forêt. Les moines de Sorde seraient venus défricher les bonnes terres sur les hauteurs et installer le petit port de Rasport, quartier de pêcheurs et de bateliers, d’où partaient les radeaux de bois venant de Chalosse vers l’Océan. En l’absence de vestiges précis, ce raisonnement est communément admis dans la région.
C’est justement au XIe siècle que le pape Étienne IX a exercé son court ministère. En effet il fut intronisé le 3 août 1057 et est mort le 29 mars 1058. Il fut canonisé par la suite. On peut penser que c'est ainsi que fut choisi le nom de Saint Étienne pour ce village

## Politique et administration
| Période                                  | Période  | Identité       | Étiquette | Qualité           |
| ---------------------------------------- | -------- | -------------- | --------- | ----------------- |
| avant 1988                               | ?        | André Discamps |           |                   |
| février 2005                             | 2020     | Jean Petrau    | LREM      | Gérant de société |
| 2020                                     | En cours | Alain Diot     |           |                   |
| Les données manquantes sont à compléter. |          |                |           |                   |

## Démographie
| 1793 | 1800 | 1806 | 1821 | 1831 | 1836 | 1841 | 1846 | 1851 |
| ---- | ---- | ---- | ---- | ---- | ---- | ---- | ---- | ---- |
| 605  | 601  | 602  | 791  | 810  | 788  | 779  | 803  | 830  |

| 1856 | 1861 | 1866 | 1872 | 1876 | 1881 | 1886 | 1891 | 1896 |
| ---- | ---- | ---- | ---- | ---- | ---- | ---- | ---- | ---- |
| 840  | 807  | 804  | 795  | 822  | 836  | 811  | 793  | 801  |

| 1901 | 1906 | 1911 | 1921 | 1926 | 1931 | 1936 | 1946 | 1954 |
| ---- | ---- | ---- | ---- | ---- | ---- | ---- | ---- | ---- |
| 749  | 771  | 748  | 644  | 615  | 578  | 546  | 513  | 507  |

| 1962 | 1968 | 1975 | 1982 | 1990 | 1999 | 2006 | 2008 | 2013 |
| ---- | ---- | ---- | ---- | ---- | ---- | ---- | ---- | ---- |
| 498  | 502  | 455  | 439  | 407  | 466  | 541  | 562  | 669  |

| 2018 | 2022 | - | - | - | - | - | - | - |
| ---- | ---- | - | - | - | - | - | - | - |
| 705  | 732  | - | - | - | - | - | - | - |

## Lieux et monuments
- Église Saint-Étienne de Saint-Étienne-d'Orthe